# Tigerpyton
Tigerpyton (Python molurus) är en stor pytonorm som förekommer i södra och sydöstra Asien. Arten var tidigare indelad i två underarter, nominatformen Python molurus molurus som kallades indisk pyton eller indisk tigerpyton och Python molurus bivittatus som kallades burmesisk pyton eller burmesisk tigerpyton. Efter 2009 har de dock räknats som två skilda arter. Den burmesiska arten fick därefter det vetenskapliga namnet Python bivittatus.
Tigerpytonormen, vars geografiska utbredning huvudsakligen berör Indiska halvön är generellt ljusare i färgen och blir omkring 3 meter lång. Den burmesiska pytonormen, vars geografiska utbredning främst berör Sydostasien, är mörkare i färgen och blir ofta större än nominatformen, individer med en längd på över 5 meter förekommer.
Tigerpyton är klassad som nära hotad av IUCN.

## Kännetecken

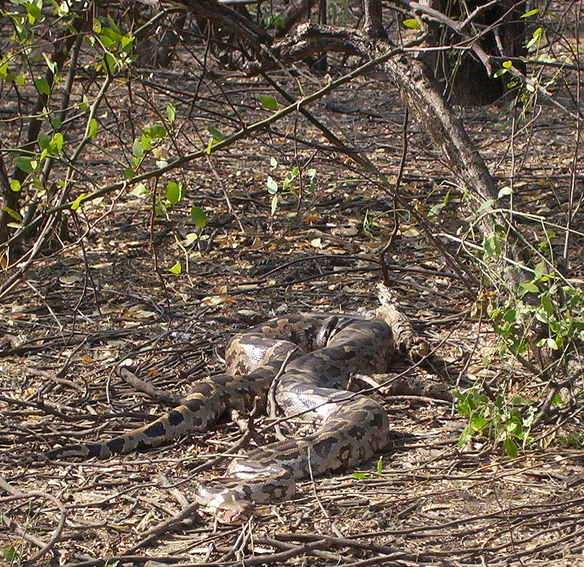
Tigerpyton har bra kamouflage i sin naturliga miljö.

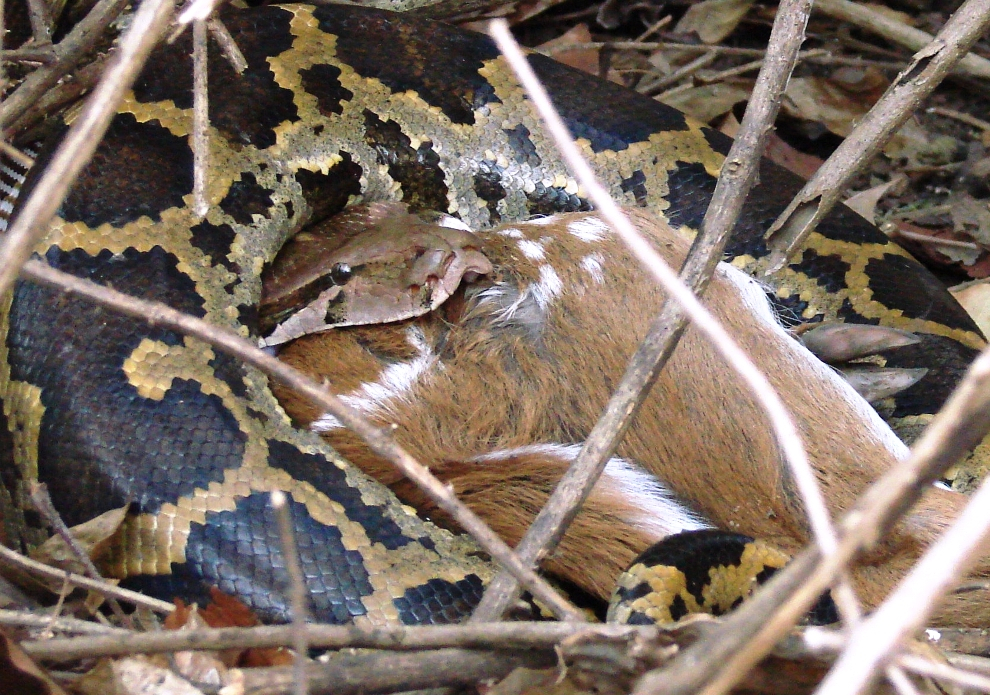
En tigerpyton som sväljer ett byte.

Detta avsnitt beskriver nominatformen.
Tigerpytonens färgteckning kännetecknas av oregelbundna bruna till mörkbruna fläckar mot ljusare gulvitaktig skinn. Vissa variationer i utseende och färgsättning förekommer mellan individerna i olika delar av utbredningsområdet. Ormar från bergsskogarna i Västra Ghats och Assam är mörkare, medan ormar från Deccanplatån är ljusare. I Pakistan når individerna vanligen en längd av 2,4 till 3 meter. I Indien beräknas genomsnittslängden till 3 meter. Det längsta exemplar som beskrivits vetenskapligt kommer från Pakistan och var 4,6 meter.

## Ekologi
Arten lever i låglandet och i bergstrakter upp till 2000 meter över havet. Den förekommer i flera olika sorters habitat, bland annat gräsmarker, våtmarker, mangrove, kuperade områden med kullar, skogar och floddalar. Närhet till vatten föredras. Den kan hittas gömd i hålor som lämnats av grävande djur, i ihåliga träd eller i tät vegetation nära vatten. Den rör sig vanligen inte särskilt snabbt på land och uppvisar vanligen ingen större skygghet. Om den attackeras försvarar den sig oftare än att fly, dock hotas sällan fullvuxna ormar av andra djur. Den kan också förflytta sig genom att simma om den behöver det. Ormens främsta byten är däggdjur, men också fåglar och andra reptiler. Bytets storlek beror på ormens storlek, individerna fångar vad de kan övermanna. Efter en kraftig måltid dröjer det lång tid innan den behöver äta igen.
Individerna är främst aktiva under natten men de kan vara dagaktiva. Hannar och honor parar sig mellan december och februari. Sedan lägger honan mellan mars och juni 15 till 100 ägg.
Honan lägger äggen i kullar som hon skyddar och ruvar, genom muskelsammandragningar som höjer hennes kroppstemperatur. Ungarna är vid kläckningen 45–60 centimeter långa.
Individerna blir könsmogna när de är 3 till 4 år gamla. Tigerpyton kan leva 30 år eller lite längre.